# Blit (терминал)

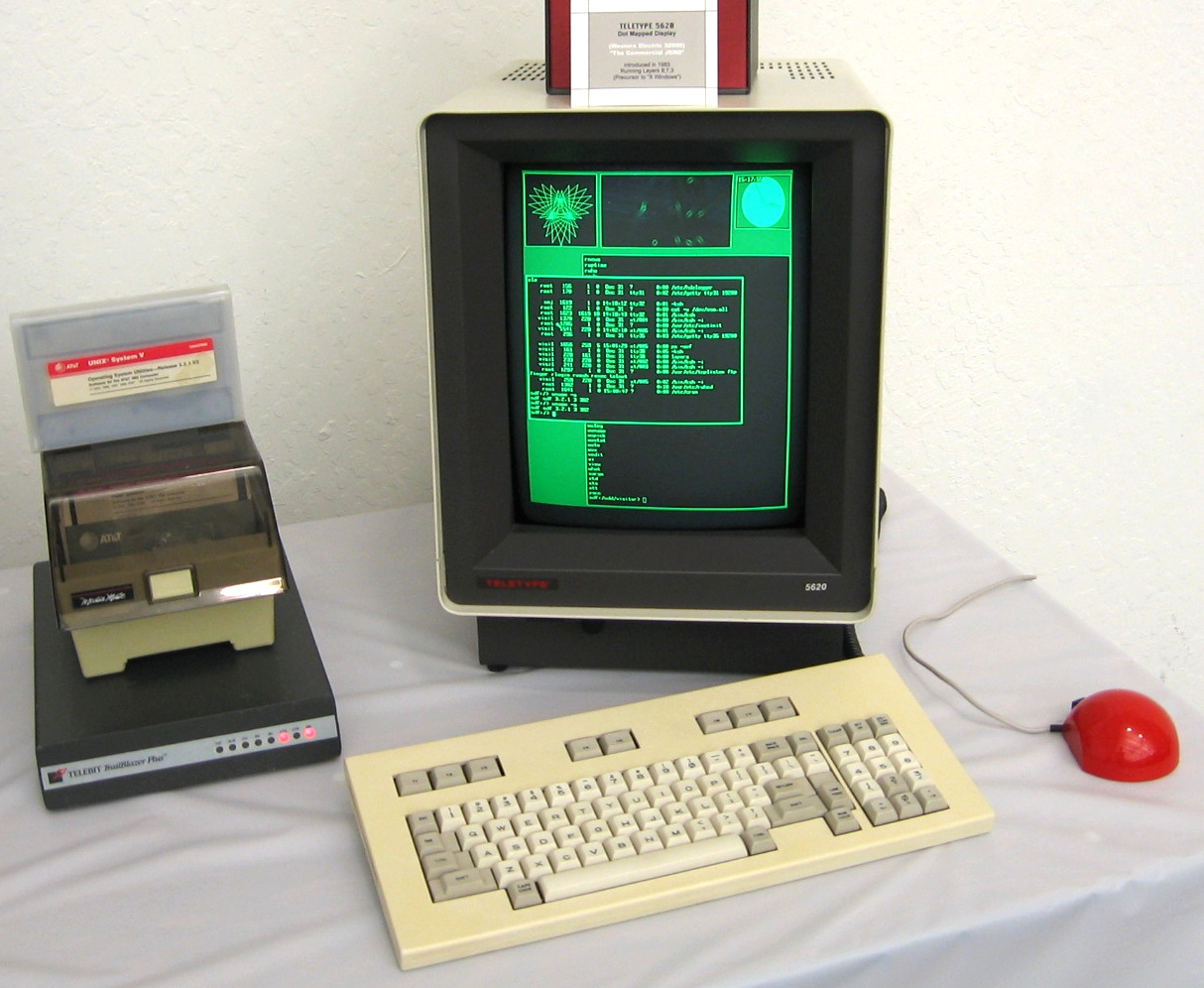
Модель DMD 5620 компании Teletype Corporation (англ.). Подключён к SDF Public Access Unix System (англ.), публично доступной через интернет Unix-системе.

Blit — программируемый растровый графический терминал, созданный в Bell Labs Робом Пайком и Бартом Локанти в 1982 году.

## История
После разработки Робом Пайком и Бартом Локанти успешных прототипов Blit, эти устройства были выпущены на рынки компаний AT&T и Teletype Corporation. В 1984 году вышла модель «DMD 5620» (сокр. от англ. dot-mapped display). За ней последовали «630 MTG» (сокр. от англ. multi-tasking graphics) — в 1987 году и «730 MTG» — в 1989 году. В «5620» использовался процессор Bellmac 32 производства Western Electric и обладал монохромным фосфорным дисплеем зелёного оттенка с разрешением 800×1024×1 (66×88 символов в текстовом режиме) и частотой обновления в 30 Гц. «630» и «730» работали на процессорах Motorola 68000 и имели дисплеи 1024×1024×1 с бо́льшей частотой обновления, причём большинство дисплеев было оранжевого цвета, за исключением некоторых партий с зелёным или чёрно-белым дисплеем.
Существует народное объяснение названия «Blit»: Bell Labs Intelligent Terminal («умный терминал от Bell Labs»), а сами создатели часто в шутку расшифровывали его как Bacon, Lettuce, and Interactive Tomato («бекон, салат-латук, интерактивный томат»). Впрочем, сам Роб Пайк в своей статье пишет, что имя устройства происходит от второго слога в сочетании bit blit — распространённому названию битовой операции, вокруг которой строится всё техническое исполнение терминала. Изначально при разработке устройство называли jerq — от PERQ, графической рабочей станции производства Three Rivers Computer Corporation.

## Описание
При включении Blit выглядел, как обычный текстовый терминал, хотя и непривычных размеров. Однако после подключения посредством последовательного порта к Unix-компьютеру, компьютер, с помощью управляющих последовательностей, мог загружать на терминал программы, затем исполняемые его процессором. Такие программы могли использовать графические возможности терминала, а также вспомогательные устройства, вроде компьютерной мыши. Обычно пользователь загружал «оконные системы» — mpx или более позднюю mux, реализующие оконно-графический интерфейс, где множество окон отрисовывались на мониторе.
Каждое окно сначала представляло из себя простой текстовый интерфейс, который мог затем быть заменён на загруженную в память терминала интерактивную программу: более продвинутый текстовый терминал, интерактивный текстовый редактор или графические «часы». Результат напоминал типичный современный графический интерфейс Unix; однако из-за низкой скорости последовательной передачи данных интерактивная часть программы работала на отдельной системе. Таким образом, Blit можно считать примером раннего использования распределённых вычислений.

## Оконные системы
Пайк написал две оконные системы для терминала Blit — mpx для 8th Edition Unix и mux для 9th Edition Unix, придерживаясь минимализма в их разработке. Позже они оказали влияние на «8½» и «rio» — оконные системы операционной системы Plan 9. Когда Blit выпустили на рынок как «DMD 5620», в Unix System V.3 была включена вариация mpx под названием layers.
Эмулятор Blit, способный работать на заводской прошивке терминала и запускать mux, включён в 9front — ответвление Plan 9. mux доступна в недавно публично выпущенной Research Unix v8.